# Kup Zagrebačkog nogometnog saveza 2012./13.
Kup Zagrebačkog nogometnog saveza za sezonu 2012./13. je igran od rujna 2012. do kolovoza 2013. godine. 
 U kupu nastupaju klubovi s područja Grada Zagreba, a pobjednik i finalist natjecanja natjecanja su stekli pravo nastupa u pretkolu Hrvatskog kupa u sezoni 2013./14. 

Kup je osvojio Lučko, pobijedivši u završnici  Kustošiju iz Zagreba. 

## Sudionici
U natjecanju je sudjelovao 51 klub, prikazani prema pripadnosti ligama u sezoni 2012./13. 
| 1. HNL (I.) - Lokomotiva Zagreb 2. HNL (II.) - Hrvatski dragovoljac Zagreb - Lučko - Radnik Sesvete - Rudeš Zagreb 3. HNL – Središte (III.) - Dubrava Zagreb - Maksimir Zagreb - Tekstilac-Ravnice Zagreb - Trešnjevka Zagreb - Trnje Zagreb - Vrapče Zagreb | 1. Zagrebačka liga (IV.) - Botinec Zagreb - Concordia Zagreb - Croatia Prigorje Sesvete - Dinamo Odranski Obrež - Ivanja Reka - Mladost Buzin - Nur Zagreb - Odra - Ponikve Zagreb - Prečko Zagreb - Sava Zagreb - Sesvetski Kraljevec (Sesvete) - Sloga-Gredelj Zagreb - Špansko Zagreb - Šparta Elektra Zagreb - ZET Zagreb | 2. Zagrebačka liga (V.) - Blato Zagreb - Brezovica - Čehi (Gornji Čehi) - Hrvatski Leskovac - Jarun Zagreb - Kašina - Kustošija Zagreb - Mladost Donji Dragonožec - Omladinac Odranski Strmec - Polet Sveta Klara (Zagreb) - Prigorje Markuševec (Zagreb) - Prigorje Žerjavinec - Studentski grad Zagreb - Vocor Zagreb | 3. Zagrebačka liga (VI.) - Croatia 98 Zagreb - Gavran Zagreb - Horvati 1975 - Hrašće (Hrašće Turopoljsko) - Mala Mlaka - Podsused Zagreb - Sava Jakuševec (Zagreb) - Travno Zagreb - Uljanik Zagreb - Zelengaj Zagreb |

## Rezultati

### 1. kolo
Igrano 5. rujna 2012. 
| klub1                      | klub2                        | rez.           |                                                  |
| -------------------------- | ---------------------------- | -------------- | ------------------------------------------------ |
| Studentski grad Zagreb     | Uljanik Zagreb               | 12:1           |                                                  |
| Travno Zagreb              | Prigorje Markuševec (Zagreb) | 0:3 p.f.       | Prigorje prošlo bez borbe                        |
| Prigorje Žerjavinec        | Mladost Donji Dragonožec     | 6:2            |                                                  |
| Brezovica                  | Croatia 98 Zagreb            | 3:0 p.f.       | Brezovica prošla bez borbe                       |
| Zelengaj Zagreb            | Mala Mlaka                   | _:_ (6:5 11 m) | Zelengaj prošao boljim izvođenjem jedanaesteraca |
| Polet Sveta Klara (Zagreb) | Blato Zagreb                 | 5:0            |                                                  |
| Vocor Zagreb               | Kašina                       | 0:1            |                                                  |
| Čehi (Gornji Čehi)         | Hrašće (Hrašće Turopoljsko)  | 3:0            |                                                  |
| Hrvatski Leskovac          | Horvati 1975                 | 3:0            |                                                  |
| Gavran Zagreb              | Omladinac Odranski Strmec    | 1:5            |                                                  |
| Sava Jakuševec (Zagreb)    | Jarun Zagreb                 | 0:6            |                                                  |
| Kustošija Zagreb           | Podsused Zagreb              | 6:0            |                                                  |

### 2. kolo
Igrano 19. rujna 2012. 
| klub1                        | klub2                         | rez.           |                                                          |
| ---------------------------- | ----------------------------- | -------------- | -------------------------------------------------------- |
| Špansko Zagreb               | Ivanja Reka                   | 2:3            |                                                          |
| Sloga-Gredelj Zagreb         | Sesvetski Kraljevec (Sesvete) | 0:5            |                                                          |
| Odra                         | Šparta Elektra Zagreb         | _:_ (3:5 11 m) | Šparta Elektra prošla boljim izvođenjem jedanaesteraca   |
| Kašina                       | Ponikve Zagreb                | 0:2            |                                                          |
| Čehi (Gornji Čehi)           | Studentski grad Zagreb        | 0:3 p.f.       | Studentski grad prošao bez borbe                         |
| Kustošija Zagreb             | Mladost Buzin                 | 4:1            |                                                          |
| Jarun Zagreb                 | Botinec Zagreb                | 3:1            |                                                          |
| Prigorje Markuševec (Zagreb) | Zelengaj Zagreb               | 0:1            |                                                          |
| Prečko Zagreb                | Brezovica                     | 5:3            |                                                          |
| Omladinac Odranski Strmec    | ZET Zagreb                    | 3:2            |                                                          |
| Dinamo Odranski Obrež        | Prigorje Žerjavinec           | 3:0            |                                                          |
| Croatia Prigorje Sesvete     | Sava Zagreb                   | _:_ (7:6 11 m) | Croatia Prigorje prošla boljim izvođenjem jedanaesteraca |
| Concordia Zagreb             | Polet Sveta Klara (Zagreb)    | 0:1            |                                                          |
| Nur Zagreb                   | Hrvatski Leskovac             | 4:2            |                                                          |

### 3. kolo
Igrano 3. listopada 2012. 
| klub1                         | klub2                      | rez.           |                                                        |
| ----------------------------- | -------------------------- | -------------- | ------------------------------------------------------ |
| Jarun Zagreb                  | Dinamo Odranski Obrež      | 2:3            |                                                        |
| Zelengaj Zagreb               | Polet Sveta Klara (Zagreb) | 1:5            |                                                        |
| Nur Zagreb                    | Croatia Prigorje Sesvete   | 1:0            |                                                        |
| Šparta Elektra Zagreb         | Ivanja Reka                | _:_ (6:4 11 m) | Šparta Elektra prošla boljim izvođenjem jedanaesteraca |
| Prečko Zagreb                 | Studentski grad Zagreb     | 0:2            |                                                        |
| Sesvetski Kraljevec (Sesvete) | Ponikve Zagreb             | 0:5            |                                                        |
| Omladinac Odranski Strmec     | Kustošija Zagreb           | 0:16           |                                                        |

### 4. kolo
Igrano 17. listopada 2012. 
| klub1                                                         | klub2                                                         | rez.                                                          |                                                        |
| ------------------------------------------------------------- | ------------------------------------------------------------- | ------------------------------------------------------------- | ------------------------------------------------------ |
| Ponikve Zagreb                                                | Kustošija Zagreb                                              | 0:1                                                           |                                                        |
| Maksimir Zagreb                                               | Trešnjevka Zagreb                                             | _:_ (4:5 11 m)                                                | Trešnjevka prošla boljim izvođenjem jedanaesteraca     |
| Studentski grad Zagreb                                        | Šparta Elektra Zagreb                                         | _:_ (2:4 11 m)                                                | Šparta Elektra prošla boljim izvođenjem jedanaesteraca |
| Tekstilac-Ravnice Zagreb                                      | Vrapče Zagreb                                                 | 1:4                                                           |                                                        |
| Dubrava Zagreb                                                | Trnje Zagreb                                                  | _:_ (4:6 11 m)                                                | Trnje prošlo boljim izvođenjem jedanaesteraca          |
| Dinamo Odranski Obrež, Nur Zagreb, Polet Sveta Klara (Zagreb) | Dinamo Odranski Obrež, Nur Zagreb, Polet Sveta Klara (Zagreb) | Dinamo Odranski Obrež, Nur Zagreb, Polet Sveta Klara (Zagreb) | slobodni                                               |

### 5. kolo
Igrano 30. ožujka 2013.
| klub1                                              | klub2                                              | rez.                                               |                                                              |
| -------------------------------------------------- | -------------------------------------------------- | -------------------------------------------------- | ------------------------------------------------------------ |
| Hrvatski dragovoljac Zagreb                        | Nur Zagreb                                         | _:_ (8:7 11 m)                                     | Hrvatski dragovoljac prošao boljim izvođenjem jedanaesteraca |
| Rudeš Zagreb                                       | Dinamo Odranski Obrež                              | 1:3                                                |                                                              |
| Polet Sveta Klara (Zagreb)                         | Lokomotiva Zagreb                                  | 1:3                                                |                                                              |
| Lučko                                              | Radnik Sesvete                                     | 1:0                                                |                                                              |
| Šparta Elektra Zagreb                              | Trnje Zagreb                                       | 0:7                                                |                                                              |
| Kustošija Zagreb, Trešnjevka Zagreb, Vrapče Zagreb | Kustošija Zagreb, Trešnjevka Zagreb, Vrapče Zagreb | Kustošija Zagreb, Trešnjevka Zagreb, Vrapče Zagreb | slobodni                                                     |

### Četvrtzavršnica
Igrano 10. travnja, te 7. i 8. svibnja 2013.
| klub1                 | klub2                       | rez.           |                                                   |
| --------------------- | --------------------------- | -------------- | ------------------------------------------------- |
| Dinamo Odranski Obrež | Lokomotiva Zagreb           | 0:7            |                                                   |
| Kustošija Zagreb      | Trešnjevka Zagreb           | _:_ (6:3 11 m) | Kustošija prošla boljim izvođenjem jedanaesteraca |
| Vrapče Zagreb         | Hrvatski dragovoljac Zagreb | _:_ (6:5 11 m) | Vrapče prošlo boljim izvođenjem jedanaesteraca    |
| Trnje Zagreb          | Lučko                       | 0:1            |                                                   |

### Poluzavršnica
Igrano 15. svibnja 2013.
| klub1             | klub2         | rez. |  |
| ----------------- | ------------- | ---- |  |
| Kustošija Zagreb  | Vrapče Zagreb | 2:0  |  |
| Lokomotiva Zagreb | Lučko         | 0:1  |  |

### Završnica
Igrano 31. kolovoza 2013.
| klub1 | klub2            | rez. |                          |
| ----- | ---------------- | ---- | ------------------------ |
| Lučko | Kustošija Zagreb | 2:1  | Lučko osvajač Kupa ZNS-a |

## Poveznice
- Zagrebački nogometni savez
- Kup Zagrebačkog nogometnog saveza
- 1. Zagrebačka liga 2012./13.